# Royal Engineers AFC

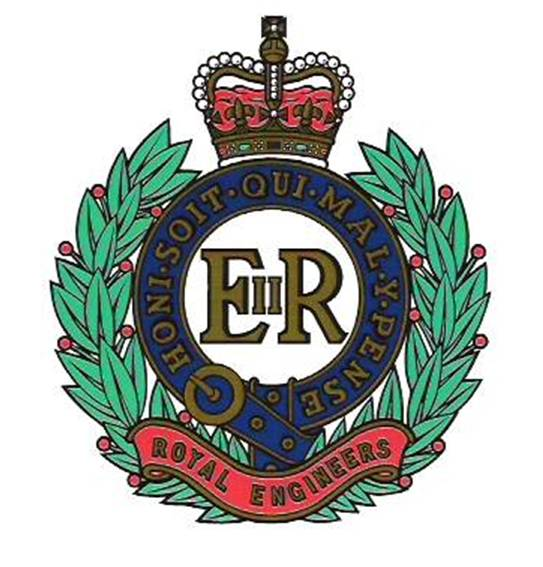
logo

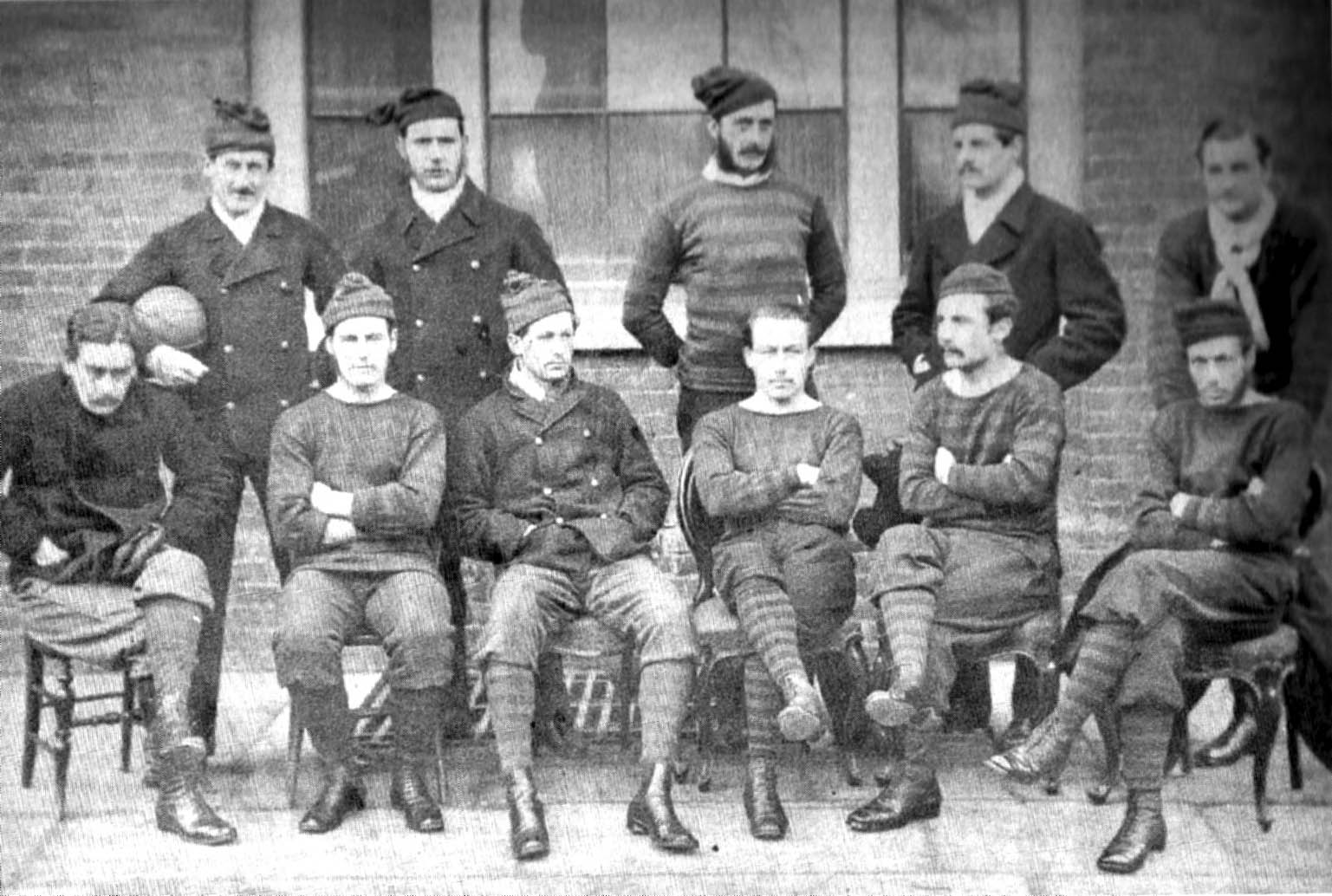
Royal Engineers in 1872.

Royal Engineers AFC is een Engelse voetbalclub van het Britse leger en werd opgericht in 1863.
In de begindagen van het voetbal draaide de club mee aan de top en won in 1875 de FA Cup tegen Old Etonians FC. Drie jaar eerder stond de club zelfs in de allereerste FA Cup-finale maar verloor daarin nipt van Wanderers FC. De club is een amateurclub gebleven en heeft sinds de jaren 1890 geen topvoetbal meer gespeeld. Zij spelen meestal tegen andere legerteams.

## Erelijst
- FA Cup

Winnaar: 1875
Finalist: 1872, 1874, 1878